# Viscosa

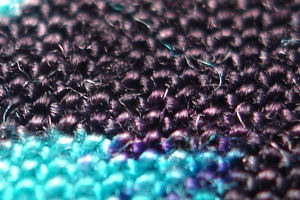
Tessuto di viscosa o rayon

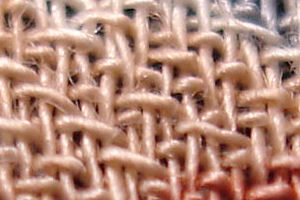
Un altro tessuto di viscosa o rayon

La viscosa è un filato in cellulosa che imita la morbidezza delle pregiate fibre usate storicamente presentando inoltre una lucentezza serica, per cui veniva un tempo anche chiamata "seta artificiale". Tuttavia, ogni riferimento alla seta è stato vietato dalla legge che tutela la seta ed ora anche dalla normativa europea in tema di etichettatura tessile.
Può essere utilizzata per produrre tessuti, con usi molto diversi, che vanno dai vestiti alle tele che rivestono l'interno degli pneumatici.

## Storia
La viscosa fu inventata nel 1883 dal chimico francese conte Hilaire Bernigaud de Chardonnet, che la presentò all'Esposizione Internazionale di Parigi nel 1891. Il metodo industriale per la produzione di viscosa fu brevettato nel 1902 in Gran Bretagna dai chimici Charles Cross, Edward Bevan e Clayton Beadle, i quali cedettero il brevetto a Samuel Courtauld, che avviò la produzione industriale di viscosa nel 1906.
Chiamata dapprima seta artificiale e dal 1924 rayon, la viscosa fu creata per rispondere alla richiesta di tessuti simili alla seta, ma più economici.

## Produzione e lavorazione
La viscosa, nelle varie forme e varietà, rappresenta circa il 14% delle fibre artificiali prodotte dall'industria.
Viene prodotta dalla polpa di legno degli alberi (o dal cotone, dalla paglia, ecc.) trattata con una soluzione di soda caustica (NaOH); viene quindi aggiunto solfuro di carbonio (CS2) e si forma xantogenato di cellulosa che viene ulteriormente disciolto con altra soda caustica.

Produzione della viscosa a partire da cellulosa, idrossido di sodio e solfuro di carbonio

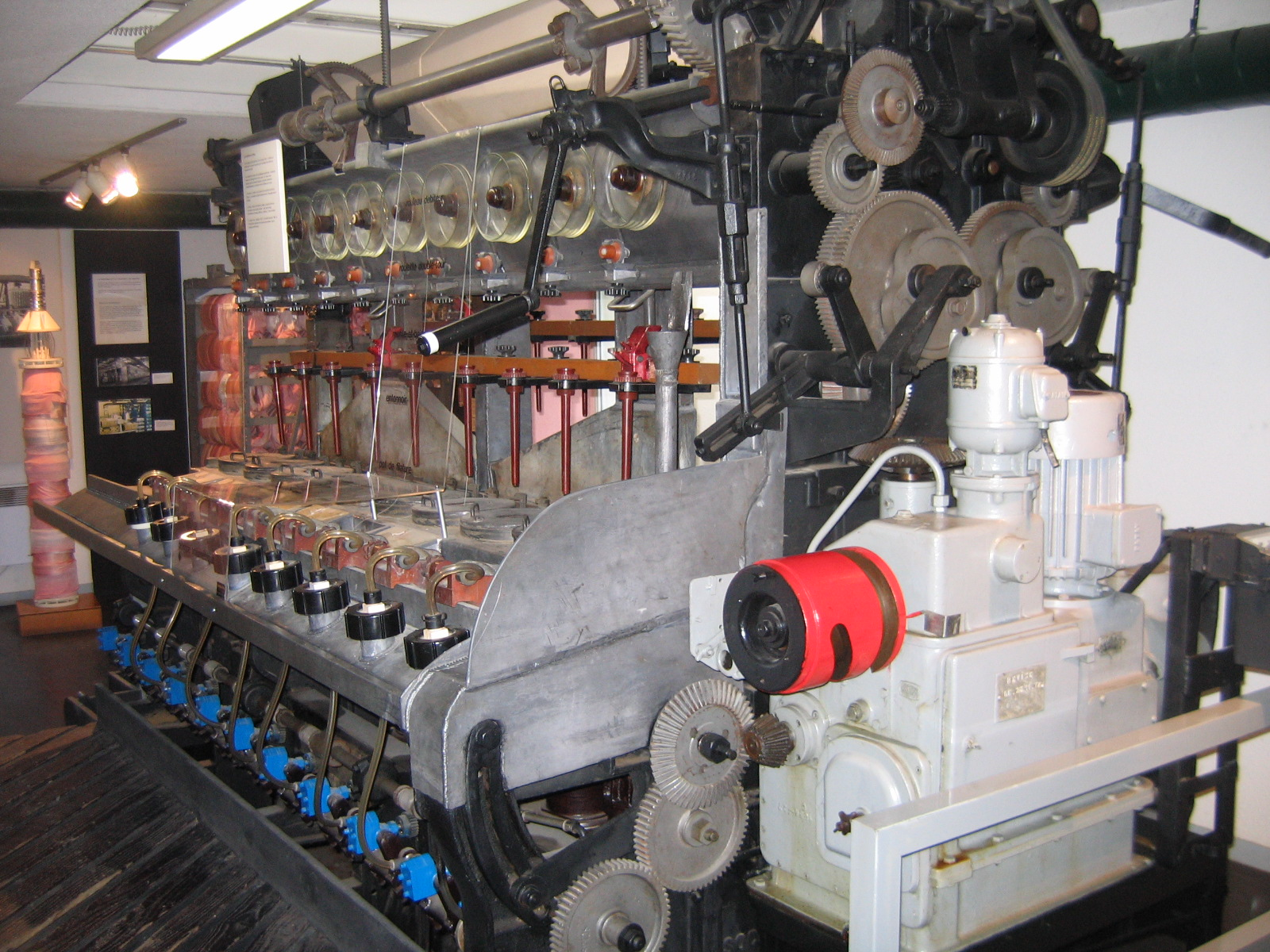
Filatura della viscosa

La soluzione colloidale viene estrusa; i filamenti che escono dalla filiera formano il filo singolo che viene roccato sulla macchina di filatura. In queste fasi, gli operatori addetti ai "baratti", al "discioglitore", alla macchina di filatura sono esposti ad esalazioni contenenti Solfuro di Carbonio e quindi alla malattia professionale detta solfocarbonismo.
In seguito la rocca viene caricata in cantra del lavaggio e poi questo filo lavato ed asciugato su appositi cilindri a vapore è pronto per le lavorazioni tessili del rayon.
Facendo passare questa soluzione in una sottile fessura posta in un bagno di acido solforico si può ottenere il cellophane.

## Microscopia
La viscosa (di cellulosa rigenerata) al microscopio si presenta con caratteristiche molto simili al cotone, cioè a sezione schiacciata (a fagiolo). In seguito a trattamenti con reattivi (soluzione iodo-solforica) la fibra assume un colore violaceo.